# Jeannot Szwarc
Jeannot Szwarc (* 21. November 1939 in Paris; † 15. Januar 2025) war ein französischer Regisseur.

## Leben
Er begann seine Karriere als Regisseur Anfang der 1960er Jahre mit einigen Episoden der Fernsehserie Die Leute von der Shiloh Ranch. Für die Serie Der Chef mit Raymond Burr war er als Regisseur, Drehbuchautor und Produzent tätig. Anfang der 1970er Jahre drehte er diverse Fernsehfilme, bis er 1973 mit Extreme Close-Up nach einem Drehbuch von Michael Crichton seinen ersten Kinofilm realisierte. Bis zu seinem bekanntesten Film Der weiße Hai 2 von 1978 drehte er neben weiteren Fernsehfilmen noch diverse Episoden der Serien Kojak – Einsatz in Manhattan und Detektiv Rockford – Anruf genügt, eine Columbo-Folge und den Kinofilm Feuerkäfer. Für seinen Film Ein tödlicher Traum erhielt er auf dem Fantafestival 1981 den Preis für die „beste Regiearbeit“. Danach drehte er mit Supergirl und Santa Claus (1985) noch zwei wenig erfolgreiche Kinofilme, bis er sich Anfang der 1990er Jahre wieder vollkommen der Fernseharbeit widmete. Szwarc drehte Episoden zu Serien wie Fringe – Grenzfälle des FBI, Castle, JAG – Im Auftrag der Ehre, Seven Days – Das Tor zur Zeit, Ally McBeal, Practice – Die Anwälte, Smallville, Supernatural, Without a Trace – Spurlos verschwunden, Heroes und Bones – Die Knochenjägerin. Sein Schaffen umfasste rund 80 Produktionen; zuletzt verantwortete er bis 2019 verschiedene Folgen für Grey’s Anatomy.

## Filmografie (Auswahl)

### Serien
- 1968–1969: Der Chef (Ironside, 2 Episoden)
- 1969: Ihr Auftritt, Al Mundy (It Takes a Thief, 3 Episoden)
- 1970: Die Leute von der Shiloh Ranch (The Virginian, 2 Episoden)
- 1970–1972: Dr. med. Marcus Welby (Marcus Welby, M.D., 7 Episoden)
- 1970–1973: Night Gallery (19 Episoden)
- 1973–1974: Toma (3 Episoden)
- 1973–1977: Kojak – Einsatz in Manhattan (Kojak, 13 Episoden)
- 1975–1977: Detektiv Rockford – Anruf genügt (The Rockford Files, 3 Episoden)
- 1975–1977: Baretta (4 Episoden)
- 1986: Twilight Zone (The Twilight Zone, 2 Episoden)
- 1993: Prigioniera di una vendetta (4 Episoden)
- 1998–2004: JAG – Im Auftrag der Ehre (JAG, 19 Episoden)
- 1999–2004: Practice – Die Anwälte (The Practice, 18 Episoden)
- 2000–2002: Ally McBeal (5 Episoden)
- 2003–2011: Smallville (14 Episoden)
- 2004, 2006: Boston Legal (2 Episoden)
- 2005–2009: Without a Trace – Spurlos verschwunden (Without a Trace, 12 Episoden)
- 2006–2010: Cold Case – Kein Opfer ist je vergessen (Cold Case, 7 Episoden)
- 2007–2010: Heroes (6 Episoden)
- 2007–2016: Bones – Die Knochenjägerin (Bones, 15 Episoden)
- 2009–2012: Fringe – Grenzfälle des FBI (Fringe, 7 Episoden)
- 2009–2019: Grey’s Anatomy (15 Episoden)
- 2010–2012: Private Practice (4 Episoden)
- 2011–2014: Supernatural (5 Episoden)
- 2013–2015: Scandal (5 Episoden)
- 2014–2016: Castle (4 Episoden)

### Filme
- 1972: Nacht des Schreckens (Night of Terror, Fernsehfilm)
- 1972: The Weekend Nun (Fernsehfilm)
- 1973: Tochter des Teufels (The Devil’s Daughter, Fernsehfilm)
- 1973: You’ll Never See Me Again (Fernsehfilm)
- 1973: The Small Miracle (Fernsehfilm)
- 1973: Der stumme Zeuge (Extreme Close-Up)
- 1973: Columbo: Ein Hauch von Mord (Lovely but Lethal, Fernsehfilm)
- 1973: Lisa, Bright and Dark (Fernsehfilm)
- 1973: Ein Sommer ohne Jungs (A Summer without Boys, Fernsehfilm)
- 1975: Feuerkäfer (Bug)
- 1975: Crime Club (Fernsehfilm)
- 1977: Code Name: Diamond Head (Fernsehfilm)
- 1978: Der weiße Hai 2 (Jaws 2)
- 1980: Ein tödlicher Traum (Somewhere in Time)
- 1982: Enigma
- 1984: Supergirl
- 1985: Santa Claus
- 1986: Mord in der Rue Morgue (The Murders in the Rue Morgue, Fernsehfilm)
- 1987: Diebstahl im großen Stil (Grand Larceny, Fernsehfilm)
- 1988: Red End (Honor Bound)
- 1990: Der Nizza-Coup (Passez une bonne nuit, Fernsehfilm)
- 1991: Glühender Himmel (Mountain of Diamonds, Fernsehfilm)
- 1994: Blonde Vergeltung (La Vengeance d’une blonde)
- 1995: Detektiv Rockford: Ende gut, alles gut (A Blessing in Disguise, Fernsehfilm)
- 1995: Schrecklicher Verdacht (Fernsehfilm)
- 1996: Detektiv Rockford: Teuflisches Komplott (If the Frame Fits, Fernsehfilm)
- 1996: Herkules & Sherlock (Hercule et Sherlock)
- 1997: Les Sœurs Soleil